# Android-verziók

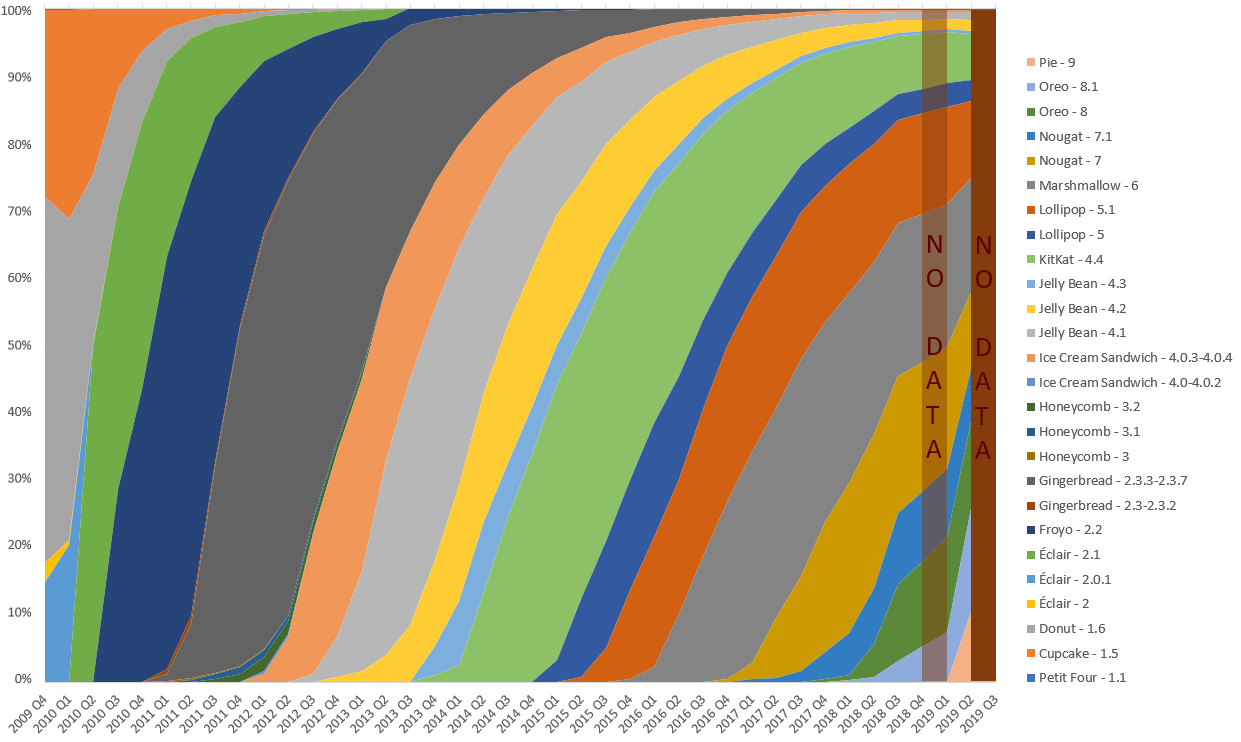
Android-verziók eloszlása 2009 decemberétől, 2019 májusáig. A legrégibb támogatott verzió, az Android 8 Oreo az eszközök 11,4%-án található meg. Az Android 6.0 Marshmallow a legelterjedtebb Android-változat, 16,9%-kal. Összesen az eszközök 57,9%-án fut támogatott verzió

Az Android mobil operációs rendszer 2007 novemberétől létezik, akkor még béta állapotban volt.

## Története
Az első kereskedelmi verzió, az Android 1.0 2008 szeptemberében jelent meg. Folyamatos fejlesztés alatt áll a Google és az  Open Handset Alliance (OHA) által, számos frissítésen esett már át a rendszer megjelenése óta.
2013. szeptember 3-án a Google bejelentette, hogy 1 milliárd Android-eszközt aktiváltak világszerte. A legutóbbi nagy frissítés a 10 volt, ami 2019. szeptember 3-án jelent meg a kereskedelmi eszközökre OTA frissítéssel.

## Kódnevek
Az Android 1.0-ás és 1.1-es verziói nem kaptak kódnevet, azonban az Android 1.1 nem hivatalosan „Petit Four” néven is ismert.
Az Android-verziók a kódneveiket a 2009-ben megjelent Android 1.5 Cupcake és a 2018-ban megjelent Android 9 Pie között édességről kapták, amit ábécésorrendben adtak meg.
2019. augusztus 22-én a Google bejelentette, hogy az Android következő verziójától, az Android 10-től kezdve felhagy az édességnevek használatával.
| Kódnév                              | Verziószám  | Linux-kernel             | Megjelenés           | API-szint | Forrás        |
| ----------------------------------- | ----------- | ------------------------ | -------------------- | --------- | ------------- |
| (nincs)                             | 1.0         | 2.1                      | 2008. szeptember 23. | 1         | [ 5 ]         |
| Petit Four (belső)                  | 1.1         | 2.6                      | 2009. február 9.     | 2         | [ 5 ]         |
| Cupcake                             | 1.5         | 2.6.27                   | 2009. április 27.    | 3         |               |
| Donut                               | 1.6         | 2.6.29                   | 2009. szeptember 15. | 4         | [ 6 ]         |
| Eclair                              | 2.0 – 2.1   | 2.6.29                   | 2009. október 26.    | 5 – 7     | [ 7 ]         |
| Froyo                               | 2.2 – 2.2.3 | 2.6.32                   | 2010. május 20.      | 8         | [ 8 ]         |
| Gingerbread                         | 2.3 – 2.3.7 | 2.6.35                   | 2010. december 6.    | 9 – 10    | [ 9 ]         |
| Honeycomb                           | 3.0 – 3.2.6 | 2.6.36                   | 2011. február 22.    | 11 – 13   | [ 10 ]        |
| Ice Cream Sandwich                  | 4.0 – 4.0.4 | 3.0.1                    | 2011. október 18.    | 14 – 15   | [ 11 ]        |
| Jelly Bean                          | 4.1 – 4.3.1 | 3.0.31 – 3.4.39          | 2012. július 9.      | 16 – 18   | [ 12 ]        |
| KitKat                              | 4.4 – 4.4.4 | 3.10                     | 2013. október 31.    | 19 – 20   | [ 13 ]        |
| Lollipop                            | 5.0 – 5.1.1 | 3.16                     | 2014. november 12.   | 21 – 22   | [ 14 ]        |
| Marshmallow                         | 6.0 – 6.0.1 | 3.18                     | 2015. október 5.     | 23        | [ 15 ]        |
| Nougat                              | 7.0 – 7.1.2 | 4.4                      | 2016. augusztus 22.  | 24 – 25   | [ 16 ]        |
| Oreo Oatmeal Cookie                 | 8.0 – 8.1   | 4.10                     | 2017. augusztus 21.  | 26 – 27   | [ 17 ]        |
| Android 9 Pie (Pistachio Ice Cream) | 9.0         | 4.4.107, 4.9.84, 4.14.42 | 2018. augusztus 6.   | 28        | [ 18 ]        |
| Android 10 Quince Tart (belső)      | 10          | 4.4.177, 4.9.165…        | 2019. szeptember 3.  | 29        | [ 21 ]        |
| Android 11 Red Velvet Cake (belső)  | 11          | -                        | 2020. szeptember 8.  | 30        | [ 22 ]        |
| Android 12 Snow Cone (belső)        | 12          | -                        | 2021. október 4.     | 31        | [ 23 ]        |
| Android 12L Snow Cone v2            | 12.1        | -                        | 2022. március 7.     | 32        | [ 27 ] [ 28 ] |
| Android 13 Tiramisu                 | 13          | -                        | 2022. augusztus 15.  | 33        | [ 29 ]        |
| Android 14 Upside Down Cake         | 14          | -                        | 2023. október 4.     | 34        | [ 30 ]        |
| Android 15 Vanilla Ice Cream        | 15          | -                        | 2024. szeptember 3.  | 35        | [ 31 ]        |
| Android 16 Baklava                  | 16 Beta 2   | -                        | 2025. június 10.     | 36        | [ 32 ]        |

| Színek: | Régi kiadás, nem támogatott | Régi kiadás, támogatott | Aktuális kiadás | Jövőbeli kiadás |

## Kereskedelmi megjelenés előtti verziók

### Android alfa
Mielőtt megjelent volna az Android béta változata 2007 novemberében, két belsős kiadás is készült a rendszerről a Google-nél és az Open Handset Alliance-nél. A belsős kiadások megjelenésekor olyan nevek merültek fel a kiadások elnevezésére, mint Astro Boy, Bender és R2-D2. Dan Morrill készítette el az első logókat a kabalafiguráról, de a végleges és ma is ismert zöld robotot Irina Blok tervezte. A projektvezető, Ryan Gibson találta ki, hogy a kiadásokat ábécé sorrendben nevezzék el különböző édességekről és ezt a publikus 1.5-ös verziótól kezdjék majd el.

### Android béta
Az Android béta 2007. november 5-én jelent meg, míg a szoftver fejlesztői eszköz (software development kit, SDK) 2007. november 12-én. Sokan a november 5-ei dátumot tartják az Android „születésnapjának”. Az SDK publikus bétájának megjelenési sorrendje:
- 2007. november 16.: m3-rc22a[41]
- 2007. december 14.: m3-rc37a[42]
- 2008. február 13.: m5-rc14[43]
- 2008. március 3.: m5-rc15[44]
- 2008. augusztus 18.: 0.9[45]
- 2008. szeptember 23.: 1.0-r1[46]

## Kereskedelmi verziók
A következő táblázatban a kereskedelmileg kiadott Android verziók és azok funkciói szerepelnek, API szintek szerint rendezve.
| Színek: | Régi kiadás, nem támogatott | Régi kiadás, támogatott | Aktuális kiadás | Jövőbeli kiadás |

| Android 1.0 (1. API szint)                                                                                                  | Android 1.0 (1. API szint)                                                                                                  | Android 1.0 (1. API szint) | Android 1.0 (1. API szint)                                                                                                  |
| A rendszer első kereskedelmi verziója, az Android 1.0 2008. szeptember 23-án jelent meg, legelőször a HTC Dream készüléken. | A rendszer első kereskedelmi verziója, az Android 1.0 2008. szeptember 23-án jelent meg, legelőször a HTC Dream készüléken. | A rendszer első kereskedelmi verziója, az Android 1.0 2008. szeptember 23-án jelent meg, legelőször a HTC Dream készüléken. | A rendszer első kereskedelmi verziója, az Android 1.0 2008. szeptember 23-án jelent meg, legelőször a HTC Dream készüléken. |
| Verziószám | Kiadás dátuma | Újdonságok | |
| --- | --- | --- | --- |
| 1.0 | 2008. szeptember 23. | - Android Market alkalmazások letöltése és frissítése a Marketen belül - Böngésző teljes méretű HTML és XHTML megjelenítéssel, nagyítási lehetőséggel és több lapos kezeléssel - Kamera támogatás (kevés beállítási lehetőség) - A főképernyőn létre lehet hozni néhány alkalmazás ikonjából mappákat - Web e-mail szerverek elérése POP3, IMAP4 és SMTP támogatással - Gmail szinkronizálása a Gmail alkalmazással - Google Kapcsolatok szinkronizálása a Személyek alkalmazással - Google Naptár szinkronizálása a Naptár alkalmazással - Google Térkép Koordinátákkal és Utcaképpel - Google Sync, lehetővé téve a Gmail, Személyek és Naptár OTA frissítését - Google kereső, amivel keresni lehet az interneten, az alkalmazások, kapcsolatok, naptár, stb. között - Google Talk - Azonnali üzenetküldés, szöveges üzenetek és MMS - Médialejátszó, támogatja média fájlok kezelését, importálását és visszajátszását (videót és sztereó Bluetooth-ot nem támogat) - Értesítések megjelenítése az állapotjelző sávon, amikhez hozzá lehet rendelni csengőhangot, LED és rezgő figyelmeztetést - A hanghívással telefonszámot lehet felhívni, hívást fogadni vagy elutasítani telefonszám vagy név beírása nélkül - A Háttérképpel a felhasználó képet vagy fényképet tehet be háttérképként a főképernyőnél - YouTube videólejátszó - További alkalmazások: Óra, Számológép, Telefon, Launcher, Galéria és Beállítások - Wi-Fi és Bluetooth támogatás | |

| Android 1.1 (2. API szint) | Android 1.1 (2. API szint) | Android 1.1 (2. API szint) | Android 1.1 (2. API szint) |
| Ez a verzió csak HTC Dreamre jelent meg. Cégen belül Petit Fournak nevezték ezt a verziót, de soha nem használták hivatalosan ezt az nevet. Változtatások: | Ez a verzió csak HTC Dreamre jelent meg. Cégen belül Petit Fournak nevezték ezt a verziót, de soha nem használták hivatalosan ezt az nevet. Változtatások: | Ez a verzió csak HTC Dreamre jelent meg. Cégen belül Petit Fournak nevezték ezt a verziót, de soha nem használták hivatalosan ezt az nevet. Változtatások: | Ez a verzió csak HTC Dreamre jelent meg. Cégen belül Petit Fournak nevezték ezt a verziót, de soha nem használták hivatalosan ezt az nevet. Változtatások: |
| Verziószám | Kiadás dátuma | Újdonságok | |
| --- | --- | --- | --- |
| 1.1 | 2009. február 9. | - Le lehet menteni a csatolmányokat az üzenetekből | |

| Android 1.5 Cupcake (3. API szint) | Android 1.5 Cupcake (3. API szint) | Android 1.5 Cupcake (3. API szint) | Android 1.5 Cupcake (3. API szint) |
| Majd fél évvel az első verzió után jelent meg a 2.6.27 verziójú Linux-kernelen alapuló Android platform, amely tucatnyi újítást tartalmazott: | Majd fél évvel az első verzió után jelent meg a 2.6.27 verziójú Linux-kernelen alapuló Android platform, amely tucatnyi újítást tartalmazott: | Majd fél évvel az első verzió után jelent meg a 2.6.27 verziójú Linux-kernelen alapuló Android platform, amely tucatnyi újítást tartalmazott: | Majd fél évvel az első verzió után jelent meg a 2.6.27 verziójú Linux-kernelen alapuló Android platform, amely tucatnyi újítást tartalmazott: |
| Verziószám | Kiadás dátuma | Újdonságok | |
| --- | --- | --- | --- |
| 1.5 | 2009. április 30. | - Videófelvétel lehetősége (korábban csak fotózni lehetett az Androidokkal) - Videók közvetlenül a YouTube-ra, képek közvetlenül a Picasára való feltöltésének lehetősége - Új szoftveres billentyűzet szókiegészítő/javító funkcióval - Bluetooth A2DP támogatás, mely elengedhetetlen a sztereó Bluetooth headsetek használatához - Automatikus Bluetooth kapcsolódás funkció - Új widgetek és mappák, melyek még jobbá varázsolták a készenléti képernyőt - Új animáció a képernyők között - A copy/paste funkció elérhetővé vált a böngészőben is | |

| Android 1.6 Donut (4. API szint) | Android 1.6 Donut (4. API szint) | Android 1.6 Donut (4. API szint) | Android 1.6 Donut (4. API szint) |
| A 2009 szeptemberében megjelenő 1.6 verzió az előző kiadás ráncfelvarrásaként érkezett (Linux-kernel 2.6.29). A következő újításokat tartalmazta: | A 2009 szeptemberében megjelenő 1.6 verzió az előző kiadás ráncfelvarrásaként érkezett (Linux-kernel 2.6.29). A következő újításokat tartalmazta: | A 2009 szeptemberében megjelenő 1.6 verzió az előző kiadás ráncfelvarrásaként érkezett (Linux-kernel 2.6.29). A következő újításokat tartalmazta: | A 2009 szeptemberében megjelenő 1.6 verzió az előző kiadás ráncfelvarrásaként érkezett (Linux-kernel 2.6.29). A következő újításokat tartalmazta: |
| Verziószám | Kiadás dátuma | Újdonságok | |
| --- | --- | --- | --- |
| 1.6 | 2009. szeptember 15. | - Továbbfejlesztett Android Market, mely egyszerűbb használatot és több funkciót hozott - QVGA képernyőfelbontás támogatása - Integrált fényképező, kamera és galéria interfész - A galériában már több fotót is ki lehet választani egyszerre, mely megkönnyíti a törlést - Továbbfejlesztett hangalapú keresés, gyorsabb válaszidővel és mélyebb integrálással a beépített alkalmazásokhoz – ennek köszönhető többek között a hangtárcsázás megléte is - Továbbfejlesztett kereső: a készenléti képernyőről a weben, a könyvjelzők között, a telefonkönyvben és a hívásnaplóban is lehet keresni - Új technológiák támogatása: CDMA/EVDO, IEEE 802.1X, VPN, gesztusok és szövegfelolvasó-motor - Jelentősen gyorsabb lett a keresőmotor és a kamerát kezelő szoftver | |

| Android 2.0 Eclair (5. API szint) | Android 2.0 Eclair (5. API szint) | Android 2.0 Eclair (5. API szint) | Android 2.0 Eclair (5. API szint) |
| A 2009 októberében kiadásra kerülő 2.0 verzión a Google régebb óta dolgozott, s a változások is mélyebbre hatottak, ami a verziószámból is látszik (Linux-kernel 2.6.29). Változtatások: | A 2009 októberében kiadásra kerülő 2.0 verzión a Google régebb óta dolgozott, s a változások is mélyebbre hatottak, ami a verziószámból is látszik (Linux-kernel 2.6.29). Változtatások: | A 2009 októberében kiadásra kerülő 2.0 verzión a Google régebb óta dolgozott, s a változások is mélyebbre hatottak, ami a verziószámból is látszik (Linux-kernel 2.6.29). Változtatások: | A 2009 októberében kiadásra kerülő 2.0 verzión a Google régebb óta dolgozott, s a változások is mélyebbre hatottak, ami a verziószámból is látszik (Linux-kernel 2.6.29). Változtatások: |
| Verziószám | Kiadás dátuma | Újdonságok | |
| --- | --- | --- | --- |
| 2.0 | 2009. október 26. | - Jobb hardveres optimalizáció, gyorsabb működés - Több kijelző felbontás és méret támogatása - Átalakított kezelőfelület, több beállítási, testreszabási lehetőség - Új böngésző felület, HTML5 szabvány támogatása - Új névjegyzék - Jobb kontrasztú háttérképek - Fejlettebb Google Maps, gyárilag 3.1.2 verzió - Microsoft Exchange szinkronizálás támogatása - Vaku/LED támogatás a kamerához - Digitális zoom a fényképezőnél - Multi-touch támogatása - Továbbfejlesztett, kényelmesebben kezelhető virtuális billentyűzet - Bluetooth 2.1 támogatás, fájlküldés és egyéb profilokkal - Live (élő) háttérképek | |

| Android 2.0.1 Eclair (6. API szint)                                                    | Android 2.0.1 Eclair (6. API szint)                                                    | Android 2.0.1 Eclair (6. API szint)                                                    | Android 2.0.1 Eclair (6. API szint)                                                    |
| A 2.0 kiadása után nem sokkal érkezett a 2.0.1 verzió, amely több apró hibát javított. | A 2.0 kiadása után nem sokkal érkezett a 2.0.1 verzió, amely több apró hibát javított. | A 2.0 kiadása után nem sokkal érkezett a 2.0.1 verzió, amely több apró hibát javított. | A 2.0 kiadása után nem sokkal érkezett a 2.0.1 verzió, amely több apró hibát javított. |
| Verziószám                                                                             | Kiadás dátuma                                                                          | Újdonságok                                                                             |                                                                                        |
| -------------------------------------------------------------------------------------- | -------------------------------------------------------------------------------------- | -------------------------------------------------------------------------------------- | -------------------------------------------------------------------------------------- |
| 2.0.1                                                                                  | 2009. december 3.                                                                      | - Kisebb API változtatások, hibajavítások és keretrendszer viselkedés változtatások    |                                                                                        |

| Android 2.1 Eclair (7. API szint) | Android 2.1 Eclair (7. API szint) | Android 2.1 Eclair (7. API szint) | Android 2.1 Eclair (7. API szint) |
| 2010 januárban jött a 2.1 verzió, amely további javításokat hozott az Android világába. Az Eclair legsikeresebb verziója a 2.1 lett, a 2.0 és a 2.0.1 minimálisan terjedt el, az OHA tagok eszközeire csak 2.1 került fel. | 2010 januárban jött a 2.1 verzió, amely további javításokat hozott az Android világába. Az Eclair legsikeresebb verziója a 2.1 lett, a 2.0 és a 2.0.1 minimálisan terjedt el, az OHA tagok eszközeire csak 2.1 került fel. | 2010 januárban jött a 2.1 verzió, amely további javításokat hozott az Android világába. Az Eclair legsikeresebb verziója a 2.1 lett, a 2.0 és a 2.0.1 minimálisan terjedt el, az OHA tagok eszközeire csak 2.1 került fel. | 2010 januárban jött a 2.1 verzió, amely további javításokat hozott az Android világába. Az Eclair legsikeresebb verziója a 2.1 lett, a 2.0 és a 2.0.1 minimálisan terjedt el, az OHA tagok eszközeire csak 2.1 került fel. |
| Verziószám | Kiadás dátuma | Újdonságok | |
| --- | --- | --- | --- |
| 2.1 | 2010. január 12. | - Kisebb változtatások az API-en és hibajavítások | |

| Android 2.2–2.2.3 Froyo (8. API szint)                                                   | Android 2.2–2.2.3 Froyo (8. API szint)                                                   | Android 2.2–2.2.3 Froyo (8. API szint) | Android 2.2–2.2.3 Froyo (8. API szint)                                                   |
| 2010 májusában mutatta be a Google az I/O fejlesztői konferencián (Linux-kernel 2.6.32). | 2010 májusában mutatta be a Google az I/O fejlesztői konferencián (Linux-kernel 2.6.32). | 2010 májusában mutatta be a Google az I/O fejlesztői konferencián (Linux-kernel 2.6.32). | 2010 májusában mutatta be a Google az I/O fejlesztői konferencián (Linux-kernel 2.6.32). |
| Verziószám                                                                               | Kiadás dátuma                                                                            | Újdonságok |                                                                                          |
| ---------------------------------------------------------------------------------------- | ---------------------------------------------------------------------------------------- | --- | ---------------------------------------------------------------------------------------- |
| 2.2                                                                                      | 2010. május 20.                                                                          | - Általános rendszeroptimalizálás, javított memóriafelhasználás, gyorsabb működés - JIT integrálás, jobb Java-sebesség - Integrált Chrome V8 JavaScript-motor a böngészőhöz - Jobb Exchange támogatás, kibővített funkciókkal - Új kezdőképernyő, fix parancsikon a menühöz, a névjegyzékhez és a böngészőhöz - USB internet megosztás (tethering) - WiFi hotspot funkció - Teljesen lekapcsolható mobilinternet opció - Frissített Market-alkalmazások, automatikus frissítési lehetőséggel - Gyors átváltás a billentyűzet nyelve és szótárak között - Hanghívás és névjegy megosztás támogatása Bluetooth-on - Numerikus és alfanumerikus jelszavak támogatása - Fájl feltöltési lehetőség a böngészőben - Animált GIF-ek megjelenítése a böngészőben - Alkalmazások telepítése külső memóriaegységre - Adobe Flash 10.1 integrálása |                                                                                          |
| 2.2.1                                                                                    | 2011. január 18.                                                                         | - Hibajavítások, biztonsági javítások és teljesítménybeli változtatások |                                                                                          |
| 2.2.2                                                                                    | 2011. január 22.                                                                         | - Kisebb hibajavítások, SMS-routing hibák javítása Nexus One-on |                                                                                          |
| 2.2.3                                                                                    | 2011. november 21.                                                                       | - Két biztonsági rés javítása |                                                                                          |

| Android 2.3–2.3.2 Gingerbread (9. API szint) | Android 2.3–2.3.2 Gingerbread (9. API szint) | Android 2.3–2.3.2 Gingerbread (9. API szint) | Android 2.3–2.3.2 Gingerbread (9. API szint) |
| 2010. december 6-án jelentette meg a Google az Android 2.3 Gingerbreadet és vele együtt a Samsunggal közös Nexus S telefont (Linux-kernel 2.6.35). Változtatások: | 2010. december 6-án jelentette meg a Google az Android 2.3 Gingerbreadet és vele együtt a Samsunggal közös Nexus S telefont (Linux-kernel 2.6.35). Változtatások: | 2010. december 6-án jelentette meg a Google az Android 2.3 Gingerbreadet és vele együtt a Samsunggal közös Nexus S telefont (Linux-kernel 2.6.35). Változtatások: | 2010. december 6-án jelentette meg a Google az Android 2.3 Gingerbreadet és vele együtt a Samsunggal közös Nexus S telefont (Linux-kernel 2.6.35). Változtatások: |
| Verziószám | Kiadás dátuma | Újdonságok | |
| --- | --- | --- | --- |
| 2.3 | 2010. december 6. | - Minimálisan módosított kezelőfelület, bővített beállítási opciók - Átalakított gyári virtuális billentyűzet, multitouch támogatás - Új, egy érintéses copy-paste megoldás - Javított energiagazdálkodás, hosszabb üzemidő - Optimalizált rendszerkód, még gyorsabb működés - Extra felbontású (WXGA vagy nagyobb) kijelzők támogatása - Alkalmazáskezelő - Internethívás (VoIP) támogatása - NFC támogatása - Letöltéskezelő - Alkalmazások szabad hozzáférése a kamerákhoz - Új szenzorok (pl. giroszkóp, gravitáció, barométer) támogatása és kezelése - Natív audio és grafikai hozzáférés az alkalmazásoknak - Frissített grafikus driver, jobb és gyorsabb OpenGL ES-támogatás - Hangeffektek (basszuskiemelés, ekvalizátor) támogatása - WebM/VP8 video és AAC, széles sávú AMR audio kezelése - YAFFS helyett ext4 fájlrendszer használata | |
| 2.3.1 | 2010. december | - Fejlesztések és hibajavítások Google Nexus S-hez | |
| 2.3.2 | 2011. január | - Fejlesztések és hibajavítások Google Nexus S-hez | |

| Android 2.3.3–2.3.7 Gingerbread (10. API szint) | Android 2.3.3–2.3.7 Gingerbread (10. API szint) | Android 2.3.3–2.3.7 Gingerbread (10. API szint) | Android 2.3.3–2.3.7 Gingerbread (10. API szint) |
| Verziószám                                      | Kiadás dátuma                                   | Újdonságok |                                                 |
| ----------------------------------------------- | ----------------------------------------------- | --- | ----------------------------------------------- |
| 2.3.3                                           | 2011. február 9.                                | - Különböző fejlesztések és API-javítások |                                                 |
| 2.3.4                                           | 2011. április 28.                               | - Hang- és videohívás támogatása Google Talkban |                                                 |
| 2.3.5                                           | 2011. július 25.                                | - Javított hálózati teljesítmény Nexus S 4G-hez és más javítások, fejlesztések - Bluetooth-hiba javítása Samsung Galaxy S-en - Javított Gmail alkalmazás - Listás görgetésnél animációs árnyék - Kameraszoftver-fejlesztések - Javított akkumulátorhasználat |                                                 |
| 2.3.6                                           | 2011. szeptember 2.                             | - Hangkeresési hiba javítása |                                                 |
| 2.3.7                                           | 2011. szeptember 21.                            | - Google Wallet támogatása Nexus S 4G-hez |                                                 |

| Android 3.0 Honeycomb (11. API szint) | Android 3.0 Honeycomb (11. API szint) | Android 3.0 Honeycomb (11. API szint) | Android 3.0 Honeycomb (11. API szint) |
| Első táblagépes Android-verzió (Linux-kernel 2.6.36). Az első 3.0-s eszköz a Motorola Xoom volt, amit 2011. február 24-én jelentettek meg. Változtatások: | Első táblagépes Android-verzió (Linux-kernel 2.6.36). Az első 3.0-s eszköz a Motorola Xoom volt, amit 2011. február 24-én jelentettek meg. Változtatások: | Első táblagépes Android-verzió (Linux-kernel 2.6.36). Az első 3.0-s eszköz a Motorola Xoom volt, amit 2011. február 24-én jelentettek meg. Változtatások: | Első táblagépes Android-verzió (Linux-kernel 2.6.36). Az első 3.0-s eszköz a Motorola Xoom volt, amit 2011. február 24-én jelentettek meg. Változtatások: |
| Verziószám | Kiadás dátuma | Újdonságok | |
| --- | --- | --- | --- |
| 3.0 | 2011. február 22. | - Teljesen új „holografikus” kezelőfelület, tablethez optimalizált kezelés - 3 dimenziós főképernyő, új és átformált widgetekkel - Hardveres 2D gyorsítás - Renderscript 3D grafikus motor - Többmagos processzorok támogatása - Teljes kompatibilitás a korábbi verziókra készült programokkal - Virtuális rendszer-kezelőgombok (nincs szükség hardveres gombokra az eszközön) - Módosított multi-tasking rendszer - Átalakított, megnövelt méretű virtuális billentyűzet - Fejlettebb szövegkijelölés, copy-paste - Beépített média/fotótranszfer támogatás, közvetlen kapcsolódás digitális kamerákhoz - USB-s és bluetoothos külső billentyűzetek kezelése - Javított WiFi-hálózat-keresés és Bluetooth-tethering - Felújított, kibővített gyári alkalmazások (böngésző, kamera, galéria, névjegyzék, e-mail) | |

| Android 3.1 Honeycomb (12. API szint)                                                        | Android 3.1 Honeycomb (12. API szint)                                                        | Android 3.1 Honeycomb (12. API szint) | Android 3.1 Honeycomb (12. API szint)                                                        |
| A 2011. május 10-én napvilágra került verzió jó néhány hiányzó funkciót hozott a rendszerbe. | A 2011. május 10-én napvilágra került verzió jó néhány hiányzó funkciót hozott a rendszerbe. | A 2011. május 10-én napvilágra került verzió jó néhány hiányzó funkciót hozott a rendszerbe. | A 2011. május 10-én napvilágra került verzió jó néhány hiányzó funkciót hozott a rendszerbe. |
| Verziószám                                                                                   | Kiadás dátuma                                                                                | Újdonságok |                                                                                              |
| -------------------------------------------------------------------------------------------- | -------------------------------------------------------------------------------------------- | --- | -------------------------------------------------------------------------------------------- |
| 3.1                                                                                          | 2011. május 10.                                                                              | - Átméretezhető minialkalmazások - A felhasználó felület fejlesztése - Sebességbeli optimalizálások - USB-s kiegészítők támogatása - USB-s egér és billentyűzet támogatása - USB-s kontroller és joystick támogatása - FLAC fájlok lejátszása - A képernyő lezárása után is megmarad a WiFi-kapcsolat - A „nemrég használt alkalmazások” menü görgethető lett - HTTP-proxy támogatása a WiFi AP-k számára |                                                                                              |

| Android 3.2 Honeycomb (13. API szint) | Android 3.2 Honeycomb (13. API szint) | Android 3.2 Honeycomb (13. API szint) | Android 3.2 Honeycomb (13. API szint) |
| A legtöbb Google TV-alkalmas eszköz számára fontos volt ez a frissítés. Bár az újdonságok listája egy kissé szerényebb elődjénél, néhány fontos funkció mégis helyett kapott. | A legtöbb Google TV-alkalmas eszköz számára fontos volt ez a frissítés. Bár az újdonságok listája egy kissé szerényebb elődjénél, néhány fontos funkció mégis helyett kapott. | A legtöbb Google TV-alkalmas eszköz számára fontos volt ez a frissítés. Bár az újdonságok listája egy kissé szerényebb elődjénél, néhány fontos funkció mégis helyett kapott. | A legtöbb Google TV-alkalmas eszköz számára fontos volt ez a frissítés. Bár az újdonságok listája egy kissé szerényebb elődjénél, néhány fontos funkció mégis helyett kapott. |
| Verziószám | Kiadás dátuma | Újdonságok | |
| --- | --- | --- | --- |
| 3.2 | 2011. július 15. | - Bővült a támogatott hardverek listája (többek között a kisebb képátlójú kijelzők és a Qualcomm SoC-k is játszanak) - A külső alkalmazások is elérhetik a memóriakártya tartalmát - Kisebb felbontású kijelzőre fejlesztett alkalmazások megjelenítése teljes képernyős módban, pixeltöbbszörözéssel - 720p felbontású televíziók támogatása | |
| 3.2.1 | 2011. szeptember 20. | - Biztonsági, stabilitásbeli és WiFi-vel kapcsolatos fejlesztések - Frissített Android Market és Google Books alkalmazás - A beágyazott Flash-kezelés javítása a böngészőben - Kínai írásfelismerés javítása | |
| 3.2.2 | 2011. augusztus 30. | - Hibajavítások és kisebb fejlesztések Motorola Xoom 4G-hez | |
| 3.2.3 | | - Hibajavítások és kisebb fejlesztések Motorola Xoom és Motorola Xoom 4G-hez | |
| 3.2.4 | 2011. december | - "Pay as You Go" támogatása 3G-s és 4G-s táblagépeken | |
| 3.2.5 | 2012. január | - Hibajavítások és kisebb fejlesztések Motorola Xoom és Motorola Xoom 4G-hez | |
| 3.2.6 | 2012. február | - Adatkapcsolat javítása repülőgép üzemmódból való visszatéréskor az amerikai Motorola Xoom 4G-nél | |

| Android 4.0–4.0.2 Ice Cream Sandwich (14. API szint)                                                   | Android 4.0–4.0.2 Ice Cream Sandwich (14. API szint)                                                   | Android 4.0–4.0.2 Ice Cream Sandwich (14. API szint) | Android 4.0–4.0.2 Ice Cream Sandwich (14. API szint)                                                   |
| 2011. október 19-én jelent meg a Samsunggal közös Samsung Galaxy Nexus telefonon (Linux-kernel 3.0.1). | 2011. október 19-én jelent meg a Samsunggal közös Samsung Galaxy Nexus telefonon (Linux-kernel 3.0.1). | 2011. október 19-én jelent meg a Samsunggal közös Samsung Galaxy Nexus telefonon (Linux-kernel 3.0.1). | 2011. október 19-én jelent meg a Samsunggal közös Samsung Galaxy Nexus telefonon (Linux-kernel 3.0.1). |
| Verziószám                                                                                             | Kiadás dátuma                                                                                          | Újdonságok | |
| --- | --- | --- | --- |
| 4.0 | 2011. október 19.                                                                                      | - Sebesség- és teljesítménybeli optimalizálások - A felhasználói felület megjelenítése hardveres gyorsítást kapott - Android Beam: NFC-alapú adatcsere - Beépített képszerkesztő - A gyakran használt alkalmazások egy külön menüt kaptak - People alkalmazás a névjegyzék helyett - A fizikai gombokat virtuális billentyűkre cserélték - Alkalmazások indítása a képernyőzárról - Átméretezhető minialkalmazások - Az értesítéseket egyenként is kitörölhetjük - WiFi Direct támogatás - Új mappa létrehozása az ikonok egymásra mozgatásával, drag-and-drop alapon - Megújult a minialkalmazások kezelőfelülete - A böngésző egyszerre 16 oldalt nyitva tud tartani - A weboldalakat elmenthetjük, így később internetkapcsolat nélkül is megtekinthetőek - A közösségi szolgáltatások integrálása a névjegyzékbe, nagy felbontású fotókkal és státuszfrissítésekkel - A Gmail szoftver kiegészült egy kapcsolat nélküli keresővel - A Gmail üzenetei között oldalirányú gesztusokkal mozoghatunk - Képernyőfotó készítése a hangerőcsökkentő és a ki- és bekapcsoló gomb együttes lenyomásával - A hangposta (visual voicemail) alkalmazásban lehetőség van az üzenetek felgyorsítására és lassítására - A galéria immár helyszín és szereplők alapján csoportosít - Javultak a vágólapra másolás és beillesztés funkciók - Megjelent a valós idejű speech to text, azaz hang alapú szövegbevitel - A képernyő feloldása arcfelismerés-alapon - Lecserélt betűtípus - Kétujjas nagyítás a naptárban - A böngésző könyvjelzőinek szinkronizálása az asztali Chrome alkalmazással - A Beállítások menüben megjelent az adatforgalom monitorozása - Bezárhatjuk a háttérben adatforgalmat lebonyolító programokat - Fejlesztett kameraszoftver késleltetés nélküli expozícióval - Panorámafotók készítése - Javult a virtuális billentyűzet hibajavító rutinja - Zoomolás videófelvétel közben - Gyorsított felvétel készítése - 1080p felbontású videók felvétele | |
| 4.0.1                                                                                                  | 2011. október 21.                                                                                      | - Kisebb hibajavítások Samsung Galaxy Nexushoz | |
| 4.0.2                                                                                                  | 2011. november 28.                                                                                     | - Kisebb hibák javítása a Verizon szolgáltatós Galaxy Nexushoz | |

| Android 4.0.3–4.0.4 Ice Cream Sandwich (15. API szint) | Android 4.0.3–4.0.4 Ice Cream Sandwich (15. API szint) | Android 4.0.3–4.0.4 Ice Cream Sandwich (15. API szint) | Android 4.0.3–4.0.4 Ice Cream Sandwich (15. API szint) |
| Verziószám                                             | Kiadás dátuma                                          | Újdonságok |                                                        |
| ------------------------------------------------------ | ------------------------------------------------------ | --- | ------------------------------------------------------ |
| 4.0.3                                                  | 2011. december 16.                                     | - Számtalan hibajavítás és optimalizáció - Grafikai, adatbázis, helyesírás ellenőrzési és Bluetooth fejlesztések - Új API a fejlesztőknek - Naptár fejlesztések - Új kamera alkalmazás, javított videózás és QVGA felbontás - Akadálymentesítési finomítások |                                                        |
| 4.0.4                                                  | 2012. március 29.                                      | - Stabilitási fejlesztések - Jobb kamerateljesítmény - Gördülékenyebb képernyő-elforgatás - Telefonszám-felismerés |                                                        |

| Android 4.1 Jelly Bean (16. API szint)                                                                     | Android 4.1 Jelly Bean (16. API szint)                                                                     | Android 4.1 Jelly Bean (16. API szint) | Android 4.1 Jelly Bean (16. API szint)                                                                     |
| Az Android 4.1 Jelly Beant a 2012-es Google I/O konferencián jelentette be a Google (Linux-kernel 3.0.31). | Az Android 4.1 Jelly Beant a 2012-es Google I/O konferencián jelentette be a Google (Linux-kernel 3.0.31). | Az Android 4.1 Jelly Beant a 2012-es Google I/O konferencián jelentette be a Google (Linux-kernel 3.0.31). | Az Android 4.1 Jelly Beant a 2012-es Google I/O konferencián jelentette be a Google (Linux-kernel 3.0.31). |
| Verziószám                                                                                                 | Kiadás dátuma                                                                                              | Újdonságok | |
| --- | --- | --- | --- |
| 4.1 | 2012. július 9.                                                                                            | - A felhasználói felület animálásának folyamatossága rengeteget javult a tripla pufferelést használó Project Butter algoritmusnak köszönhetően, a rendszer mindig másodpercenként 60 képkockás sebességgel renderel, az újrarajzolást ott kezdi, ahol a felhasználó megérintette a képernyőt - Kibővített értesítések: az értesítések immár nagyítható formában jelennek meg, opcionális interaktív elemekkel megspékelve - Javult a programok frissítése: a Smart Update segítségével immár nincs szükség a teljes fájl letöltésére, csupán a megváltozott részeket cseréli ki a rendszer - Megjelent a Google Now, egy angolul tudó hangalapú asszisztensprogram - Az NFC alapú Beam immár fényképek és videók átvitelére is alkalmas, illetve hangfalakat is párosíthatunk a mobilkészülékkel Beam-alapon - Megváltozott a keresés felhasználói felülete. A találatokat immár egy úgynevezett knowledge graph (magyarul tudásgráf) jeleníti meg, interaktív lehetőségekkel kiegészítve azokat - Immár alapértelmezett lesz a Chrome böngésző - A főképernyő rendezgetésekor az ikonok félreugranak az útból, a minialkalmazások átméreteződnek aktuális helynek megfelelően - A kameraszoftverben egy vízszintes ujjmozdulattal húzhatjuk elő az előző fotókat, egy kétujjas gesztussal pedig diasorrá változtathatjuk az interfészt - Megváltozott a képernyőzár grafikája, a fényképező és a feloldás mellett immár a hang alapú keresést is elindíthatjuk innen - A Maps immár adatkapcsolat nélkül is használható a megfelelő térképrészletek letöltése után - Támogatottság vakok számára - Javult a prediktív szövegbevitel mögötti algoritmus - Bővült az elérhető billentyűzetek száma: a perzsa, indiai és thai nyelv is választható, továbbá új arab és héber kiosztás is elérhető - A hangfelismerés alapú szövegbevitel internetkapcsolat nélkül is használható - Javult a hang alapú keresés mögötti algoritmus hatékonysága - Megjelent az alkalmazástitkosítás, azaz az App Encryption: a fizetős programokat egy készülékspecifikus kulccsal titkosítják az illetéktelen felhasználást megelőzendő. Mindez automatikusan, a fejlesztő és a felhasználó számára transzparens módon megy végbe - A Play Áruházban immár elektronikus magazinokat és sorozatepizódokat is be lehet szerezni, a filmeket a kölcsönzés mellett meg is lehet vásárolni - Frissült a Google Plus alkalmazás | |
| 4.1.1 | 2012. július 23.                                                                                           | - Képernyő elforgatási hibajavítás Nexus 7-hez | |
| 4.1.2 | 2012. október 9.                                                                                           | - A Nexus 7 táblagép főképernyője immár fektetett elrendezésben is használható - Teljesítménybeli javítások, optimalizálások - Apró hibák javítása - Az értesítéseket immár egy ujjal is ki lehet nyitni | |

| Android 4.2 Jelly Bean (17. API szint) | Android 4.2 Jelly Bean (17. API szint) | Android 4.2 Jelly Bean (17. API szint) | Android 4.2 Jelly Bean (17. API szint) |
| A Google 2012. október 29-én New Yorkban szerette volna bejelenteni a Jelly Bean 4.2-t, de a Sandy hurrikán miatt kénytelenek voltak lemondani az eseményt. Ahelyett, hogy áttették volna a bejelentést, mégiscsak bemutatták az új verziót (Linux-kernel 3.4.0), ami a Nexus 4-en és a Nexus 10-en debütált (mindkettőt 2012. november 13-án adták ki). | A Google 2012. október 29-én New Yorkban szerette volna bejelenteni a Jelly Bean 4.2-t, de a Sandy hurrikán miatt kénytelenek voltak lemondani az eseményt. Ahelyett, hogy áttették volna a bejelentést, mégiscsak bemutatták az új verziót (Linux-kernel 3.4.0), ami a Nexus 4-en és a Nexus 10-en debütált (mindkettőt 2012. november 13-án adták ki). | A Google 2012. október 29-én New Yorkban szerette volna bejelenteni a Jelly Bean 4.2-t, de a Sandy hurrikán miatt kénytelenek voltak lemondani az eseményt. Ahelyett, hogy áttették volna a bejelentést, mégiscsak bemutatták az új verziót (Linux-kernel 3.4.0), ami a Nexus 4-en és a Nexus 10-en debütált (mindkettőt 2012. november 13-án adták ki). | A Google 2012. október 29-én New Yorkban szerette volna bejelenteni a Jelly Bean 4.2-t, de a Sandy hurrikán miatt kénytelenek voltak lemondani az eseményt. Ahelyett, hogy áttették volna a bejelentést, mégiscsak bemutatták az új verziót (Linux-kernel 3.4.0), ami a Nexus 4-en és a Nexus 10-en debütált (mindkettőt 2012. november 13-án adták ki). |
| Verziószám | Kiadás dátuma | Újdonságok | |
| --- | --- | --- | --- |
| 4.2 | 2012. november 13. | - Vezeték nélküli kijelzőtükrözés a Miracast-szabvány támogatásával - Megjelent a Photo Sphere funkció, mellyel gömbpanoráma-képeket lehet készíteni - Átrajzolták a kamera UI-t - A képernyőzár több oldalassá vált, melyekre minialkalmazásokat lehet pakolni - Megjelent a DayDream névre hallgató képernyőkímélő - A kijelző tetejéről két ujjal lehúzható panelen bárhonnan elérhetőek a gyorsbeállítások - Táblagépen több felhasználói fiókot is létre lehet hozni - Támogatás vakok és gyengén látók számára: nagyító és szövegfelolvasó funkciókkal bővült a rendszer - A virtuális billentyűzet Swype-szerű beviteli módot kapott, ez a gesture typing - Új felhasználói felületet, valamint stopper, időzítő és világóra funkciókat kapott az óra alkalmazás - Új kártyák jelentek meg a Google Now-ban - A Gmail alkalmazásban immár nagyíthatóak a szövegek - A Google Now hang alapú asszisztense új parancsokat képes kezelni | |
| 4.2.1 | 2012. november 27. | - Hibajavítás a Személyek alkalmazásban, ahol a decembert nem lehetett kiválasztani dátumválasztáskor - Bluetooth gamepadok és joystickek immáron támogatják a HID-t | |
| 4.2.2 | 2013. február 11. | - Javított Bluetooth hangstreaming - A Gyorsbeállítások panelen hosszabb nyomva tartás során ki-be lehet kapcsolni a Wi-Fi és a Bluetooth állapotát - Új letöltési értesítés, mutatja hány százaléknál tart az aktuális letöltés és a körülbelüli hátralévő időt - Új hang a vezeték nélküli töltés közben és alacsony akkumulátorkor - Új Galéria alkalmazás animáció, gyorsabban betölt - USB debug fehérlista - Hibajavítások és teljesítménybeli fejlesztések | |

| Android 4.3 Jelly Bean (18. API szint) | Android 4.3 Jelly Bean (18. API szint) | Android 4.3 Jelly Bean (18. API szint) | Android 4.3 Jelly Bean (18. API szint) |
| A Google San Franciscóban megjelentette a 4.3 Jelly Beant. A legtöbb Nexus-készülék egy héten belül megkapta a frissítést, kivéve a második generációs Nexus 7-et, amin egyből ez a rendszer futott. | A Google San Franciscóban megjelentette a 4.3 Jelly Beant. A legtöbb Nexus-készülék egy héten belül megkapta a frissítést, kivéve a második generációs Nexus 7-et, amin egyből ez a rendszer futott. | A Google San Franciscóban megjelentette a 4.3 Jelly Beant. A legtöbb Nexus-készülék egy héten belül megkapta a frissítést, kivéve a második generációs Nexus 7-et, amin egyből ez a rendszer futott. | A Google San Franciscóban megjelentette a 4.3 Jelly Beant. A legtöbb Nexus-készülék egy héten belül megkapta a frissítést, kivéve a második generációs Nexus 7-et, amin egyből ez a rendszer futott. |
| Verziószám | Kiadás dátuma | Újdonságok | |
| --- | --- | --- | --- |
| 4.3 | 2013. július 24. | - OpenGL ES 3.0 támogatás - Felhasználói fiókok korlátozása - A rendszer aktiválását megkönnyítették - A fájlrendszer írási sebességét úgy növelték, hogy az eszköz nyugalmi állapotában az fstrim parancsot futtatják - Gyorsabb felhasználóváltás - Továbbfejlesztett DayDream funkció - Bluetooth Smart, más néven Bluetooth Low-Energy támogatás - Bluetooth AVRCP 1.3 támogatás - Helymeghatározás Wi-Fi kapcsolat segítségével - Könnyebb szövegbevitel - Tárcsázáskor automatikus kiegészítés funkció, ami telefonszám beütése esetén a névjegyekben megadott telefonszámokból lehetőségeket javasol - Tiltott alkalmazások fül az alkalmazásbeállításokban - Kiegészített nyelvi támogatás - Átrajzolt kamera-kezelőfelület - Fejlesztések a Photo Sphere-ben - Hibák javítása - Egyszerre több felhasználó létrehozása táblagépeken - A keresés mindig elérhető mód (bekapcsolásával az alkalmazások akkor is használhatják a vezeték nélküli hálózatokra épülő pozicionálást, amennyiben a felhasználó kikapcsolta a WiFit) - Project Butter továbbfejlesztése - DRM kezelése - VP8 támogatás (Google saját fejlesztésű videótömörítő eljárása) - Ultra HD (4K) támogatása, mellyel együtt hüvelykenként 640 képpont jelenítődik meg (XXXDPI, Extra Extra Extra High DPI) | |
| 4.3.1 | 2013. október 3. | - Hibajavítások és kisebb változtatások Nexus 7 LTE-hez | |

| Android 4.4 KitKat (19. API szint) | Android 4.4 KitKat (19. API szint) | Android 4.4 KitKat (19. API szint) | Android 4.4 KitKat (19. API szint) |
| A Google 2013. szeptember 3-án bejelentette az Android 4.4 KitKatet. Sokáig arra számítottak, hogy 5.0 verziószámmal és Key Lime Pie néven fog megjelenni. | A Google 2013. szeptember 3-án bejelentette az Android 4.4 KitKatet. Sokáig arra számítottak, hogy 5.0 verziószámmal és Key Lime Pie néven fog megjelenni. | A Google 2013. szeptember 3-án bejelentette az Android 4.4 KitKatet. Sokáig arra számítottak, hogy 5.0 verziószámmal és Key Lime Pie néven fog megjelenni. | A Google 2013. szeptember 3-án bejelentette az Android 4.4 KitKatet. Sokáig arra számítottak, hogy 5.0 verziószámmal és Key Lime Pie néven fog megjelenni. |
| Verziószám | Kiadás dátuma | Újdonságok | |
| --- | --- | --- | --- |
| 4.4 | 2013. október 31. | - Frissített kezelőfelület: a főképernyőn átlátszó állapot- és navigációs sáv, továbbá fehér állapotjelző ikonok és szövegek (az alkalmazások megváltoztathatják az átlátszóságot az olvashatóság érdekében) - Teljesítményoptimalizálás, alacsonyabb rendszerkövetelmények (kevesebb RAM szükséges a rendszer futtatásához) - Nyomtatási keretrendszer - NFC Host Card Emuláció a smart cardok emulálásához - Chromiumon alapuló WebView (a funkció a Chrome 30-cal egyenértékű) - Kiterjesztett funkcionalitás az értesítési szolgáltatásokhoz - Publikus API a szöveges üzenetek fejlesztéséhez és kezeléséhez, lehetőség van meghatározni az alapértelmezett SMS-alkalmazást - Új keretrendszer a felhasználói felületek áttűnéseihez - Tárolóhozzáférés-keretrendszer: más forrásokból is vissza lehet keresni tartalmakat és dokumentumokat (pl. DropBox) - Lépésérzékelő és lépésszámláló API - Teljes képernyős mód: az állapot- és navigációsávot a kijelző szélén végighúzott mozdulattal lehet előhozni - DSP audió csatorna, audió monitorozás, hangerő növelés - Beépített kijelzőfelvétel - Natív infravörös blaster API - Kiterjesztett elérhetőségű API-k, rendszerszintű closed captioning beállítások - Új kísérleti futásidejű virtuális gép, az ART - Bluetooth MAP támogatás | |
| 4.4.1 | 2013. december 5. | - Nexus 5 hibáinak kijavítása: autofókusz, fehéregyensúly, HDR+ és további kamera problémák | |
| 4.4.2 | 2013. december 9. | - Biztonsági fejlesztések és hibajavítások - Eltávolításra került az Android 4.3-ban megjelent App Ops biztonsági alkalmazás | |
| 4.4.3 | 2014. június 4. | - Biztonsági fejlesztések és hibajavítások - Új tárcsázómenü bevezetése | |
| 4.4.4 | 2014. június 24. | - Biztonsági fejlesztések és hibajavítások - Biztonsági rés javítása (OpenSSL) az esetleges kódolt adatok dekódolása miatt. | |

| Android Wear 4.4 KitKat (20. API szint) | Android Wear 4.4 KitKat (20. API szint) | Android Wear 4.4 KitKat (20. API szint)                               | Android Wear 4.4 KitKat (20. API szint) |
| Verziószám                              | Kiadás dátuma                           | Újdonságok                                                            |                                         |
| --------------------------------------- | --------------------------------------- | --------------------------------------------------------------------- | --------------------------------------- |
| 4.4w                                    | 2014. június 25.                        | - Ugyanaz, mint az Android 4.4 KitKat, csak okosórákra optimalizálva. |                                         |

| Android 5.0 Lollipop (21. API szint) | Android 5.0 Lollipop (21. API szint) | Android 5.0 Lollipop (21. API szint) | Android 5.0 Lollipop (21. API szint) |
| Verziószám                           | Kiadás dátuma                        | Újdonságok |                                      |
| ------------------------------------ | ------------------------------------ | --- | ------------------------------------ |
| 5.0                                  | 2014. október 17.                    | - Dalvik lecserélése Android Runtime-ra (ART) - 64 bites CPU támogatása - OpenGL ES 3.1 - Az alkalmazásváltóban feladatok közül lehet választani a korábbi alkalmazások helyett - Nyomtatási előnézet támogatása - Material design stílus, felhasználói felület tovább fejlesztése - Project Volta, üzemidő növelés - Kereséses beállítások - Vendég mód - USB Audio bemenet és kimenet támogatása |                                      |
| 5.0w                                 | 2014. október 17.                    | - Okosórákra optimalizált változat |                                      |
| 5.0.1                                | 2014. december 2.                    | - Hibajavítások |                                      |
| 5.0.2                                | 2014. december 19.                   | - Hibajavítások |                                      |

| Android 5.1 Lollipop (22. API szint) | Android 5.1 Lollipop (22. API szint) | Android 5.1 Lollipop (22. API szint) | Android 5.1 Lollipop (22. API szint) |
| Verziószám                           | Kiadás dátuma                        | Újdonságok |                                      |
| ------------------------------------ | ------------------------------------ | --- | ------------------------------------ |
| 5.1                                  | 2015. március 10.                    | - Hibajavítások - Több SIM kártya kezelése alapból - HD Voice minőségű hanghívások támogatása - Egyes készülékeken a gyári állapotra visszaállításhoz be kell jelentkezni Google-fiókkal - WiFi és Bluetooth részletesebb beállításai már a gyorsbeállítási panelről is elérhetőek |                                      |
| 5.1.1                                | 2015. április 21.                    | - Hibajavítások |                                      |

| Android 6.0 Marshmallow (23. API szint) | Android 6.0 Marshmallow (23. API szint) | Android 6.0 Marshmallow (23. API szint) | Android 6.0 Marshmallow (23. API szint) |
| Az Android 6.0-t 2015. szeptember 29-én mutatták be néhány azt futtató eszközzel, de a verziószámát és a nevét már korábban is nyilvánosságra hozta a Google. | Az Android 6.0-t 2015. szeptember 29-én mutatták be néhány azt futtató eszközzel, de a verziószámát és a nevét már korábban is nyilvánosságra hozta a Google. | Az Android 6.0-t 2015. szeptember 29-én mutatták be néhány azt futtató eszközzel, de a verziószámát és a nevét már korábban is nyilvánosságra hozta a Google. | Az Android 6.0-t 2015. szeptember 29-én mutatták be néhány azt futtató eszközzel, de a verziószámát és a nevét már korábban is nyilvánosságra hozta a Google. |
| Verziószám | Kiadás dátuma | Újdonságok | |
| --- | --- | --- | --- |
| 6.0 | 2015. szeptember 29. | - Átdolgozott jogosúltsági rendszer: visszaadja a felhasználóknak a kontrollt az alkalmazások felett (elvehetünk jogosultságokat) - RAM kezelés javítása - Beépített biometrikus (pl. ujjlenyomat, íriszolvasós) azonosító - Energiatakarékosság: Ha a telefon nincs használatban (pl. az asztalon van egy helyben), a szenzorok érzékelik, és a lehető legtöbb alkalmazást zárja be a rendszer - Külső billentyűzetek támogatása táblagépeknél - A menüben a gyakran használt alkalmazásokat elkülöníti | |
| 6.0.1 | 2015. december 7. | - 184 új emodzsi - "Ne zavarjanak a következő riasztásig" funkció eltávolítása - Hibajavítások | |

| Android 7.0 Nougat (24. API szint) | Android 7.0 Nougat (24. API szint) | Android 7.0 Nougat (24. API szint) | Android 7.0 Nougat (24. API szint) |
| Verziószám                         | Kiadás dátuma                      | Újdonságok |                                    |
| ---------------------------------- | ---------------------------------- | --- | ---------------------------------- |
| 7.0                                | 2016. augusztus 22.                | - Unicode 9.0 emodzsik - Lehetőség a képernyő színének kalibrációjára - Lehetőség a képernyő nagyítására - Lehetőség alkalmazásváltásra a legutóbbi alkalmazások gomb kétszeri megnyomásával - "Összes törlése" gomb a legutóbbi alkalmazások képernyőn - Daydream virtuális valóság platform (VR felület) - Továbbfejlesztett Doze funkció, mely növeli az üzemidőt - Osztott képernyő támogatása - Adatforgalom-csökkentő, mely megakadályozza, hogy egyes alkalmazások adatokat küldjenek vagy fogadjanak a háttérben - Támogatott a Vulkan 3D renderelési API |                                    |

| Android 7.1 Nougat (25. API szint) | Android 7.1 Nougat (25. API szint) | Android 7.1 Nougat (25. API szint) | Android 7.1 Nougat (25. API szint) |
| Verziószám                         | Kiadás dátuma                      | Újdonságok |                                    |
| ---------------------------------- | ---------------------------------- | --- | ---------------------------------- |
| 7.1                                | 2016. október 4.                   | - Átrendezett értesítési felület - Kör alakú ikonok támogatása |                                    |
| 7.1.1                              | 2016. december 5.                  | - Új emodzsik - GIFek küldése közvetlenül az alapértelmezett billentyűzetről - Alkalmazásikonok hosszan megérintésével extrafunkciók érhetőek el (pl. azonnali videófelvétel készítése a kamera ikon hosszan megérintésével)                                                                                           |                                    |
| 7.1.2                              | 2017. április 4.                   | - Akkumulátorhasználati figyelmeztetések - Nexus specifikus - Értesítések megnövelt stabilitása - Ujjlenyomatos gesztusvezérlés 5X / 6P - Általános kapcsolatok javítása - Pixel specifikus - Javított ujjlenyomatos gesztusvezérlés - Bluetooth-kapcsolat javítása - Új multitasking felhasználói felület a Pixel C-n |                                    |

| Android 8.0 Oreo (26. API szint) | Android 8.0 Oreo (26. API szint) | Android 8.0 Oreo (26. API szint) | Android 8.0 Oreo (26. API szint) |
| Az Android Oreo az Android mobil operációs rendszer következő kiadásának a neve. Először 2017. március 21-én jelent meg az alfa fejlesztői előzetese. A végleges fejlesztői előzetesét 2017. július 24-én adták ki, a stabil verziót 2017 augusztusában. | Az Android Oreo az Android mobil operációs rendszer következő kiadásának a neve. Először 2017. március 21-én jelent meg az alfa fejlesztői előzetese. A végleges fejlesztői előzetesét 2017. július 24-én adták ki, a stabil verziót 2017 augusztusában. | Az Android Oreo az Android mobil operációs rendszer következő kiadásának a neve. Először 2017. március 21-én jelent meg az alfa fejlesztői előzetese. A végleges fejlesztői előzetesét 2017. július 24-én adták ki, a stabil verziót 2017 augusztusában.             | Az Android Oreo az Android mobil operációs rendszer következő kiadásának a neve. Először 2017. március 21-én jelent meg az alfa fejlesztői előzetese. A végleges fejlesztői előzetesét 2017. július 24-én adták ki, a stabil verziót 2017 augusztusában. |
| Verziószám | Kiadás dátuma | Újdonságok | |
| --- | --- | --- | --- |
| 8.0 | 2017. augusztus 21. | - Átdolgozott beállítások - Értesítési csatornák - Kép a képben (PiP) támogatása - Unicode 10.0 emodzsik - Átdolgozott értesítési felület - Átdolgozott zárolt képernyő - Adaptív ikonok - Értesítési pöttyök - Android Treble tamogatás (Zökkenőmentes frissítések) | |

| Android 8.1 Oreo (27. API szint) | Android 8.1 Oreo (27. API szint) | Android 8.1 Oreo (27. API szint) | Android 8.1 Oreo (27. API szint) |
| Az Android Oreo az Android mobil operációs rendszer következő kiadásának a neve. Először 2017. március 21-én jelent meg az alfa fejlesztői előzetese. Egy második fejlesztői előzetes vált elérhetővé 2017. november 27-én Nexus és Pixel készülékek számára. A stabil verzió 2017. december 5-én jelent meg. | Az Android Oreo az Android mobil operációs rendszer következő kiadásának a neve. Először 2017. március 21-én jelent meg az alfa fejlesztői előzetese. Egy második fejlesztői előzetes vált elérhetővé 2017. november 27-én Nexus és Pixel készülékek számára. A stabil verzió 2017. december 5-én jelent meg. | Az Android Oreo az Android mobil operációs rendszer következő kiadásának a neve. Először 2017. március 21-én jelent meg az alfa fejlesztői előzetese. Egy második fejlesztői előzetes vált elérhetővé 2017. november 27-én Nexus és Pixel készülékek számára. A stabil verzió 2017. december 5-én jelent meg. | Az Android Oreo az Android mobil operációs rendszer következő kiadásának a neve. Először 2017. március 21-én jelent meg az alfa fejlesztői előzetese. Egy második fejlesztői előzetes vált elérhetővé 2017. november 27-én Nexus és Pixel készülékek számára. A stabil verzió 2017. december 5-én jelent meg. |
| Verziószám | Kiadás dátuma | Újdonságok | |
| --- | --- | --- | --- |
| 8.1 | 2017. december 5. | - Neurális hálózatok API - A csatlakoztatott Bluetooth eszközök akkumulátor töltöttségi szintje megtekinthető a gyorsbeállításokban - Android Go, egy opcionális, kevés erőforrást igénylő Android disztribúció, kevesebb, mint 1 GB RAM-mal rendelkező alsókategóriás eszközökre - A navigációs gombok elhalványodnak, ha nincsenek használatban - A "Kikapcsolás" és az "Újraindítás" vizuális módosításai, beleértve egy új képernyőt és lebegő eszköztárat - Automatikus világos és sötét téma - Új Easter egg egy hivatalos Oreo süti kép formájában - A hamburger emodzsiban található sajtszelet pozíciójának megváltoztatása | |

| Android 9.0 Pie (28. API szint) | Android 9.0 Pie (28. API szint) | Android 9.0 Pie (28. API szint) | Android 9.0 Pie (28. API szint) |
| Verziószám                      | Kiadás dátuma                   | Újdonságok |                                 |
| ------------------------------- | ------------------------------- | --- | ------------------------------- |
| 9                               | 2018. augusztus 6.              | - Kijelzőkivágások támogatása - Az óra az értesítési sáv bal oldalára lett áthelyezve - Átdolgozott gyorsbeállítások panel - Megújult levelező értesítések, ahol a beszélgetések egésze és a képek teljes méretben láthatóak - Lekerekített sarkok a felhasználói felület elemein - Új áttűnésanimációk - DNS over TLS - Gesztusvezérlés - Átdolgozott alkalmazásváltó - Vulkan 1.1 támogatás |                                 |

| Android 10 (29. API szint) | Android 10 (29. API szint) | Android 10 (29. API szint) | Android 10 (29. API szint) |
| Verziószám                 | Kiadás dátuma              | Újdonságok |                            |
| -------------------------- | -------------------------- | --- | -------------------------- |
| 10                         | 2019. szeptember 3.        | - A tartózkodási hely-engedély átdolgozása; a korábbi mindig bekapcsolt és mindig kikapcsolt állapotokat kiegészítette a „bekapcsolva, ha az alkalmazás az előtérben van”. E mellett egy értesítés is megjelenik, ha egy alkalmazás használja a helyadatokat - Beállítható, hogy az alkalmazások kizárólag az elkülönített homokozójukhoz férjenek hozzá, a fotó-, videó- és hangfájlok eléréséhez külön-külön engedélyt kell kérniük - A háttéralkalmazások már nem ugorhatnak az előtérbe - Korlátozott hozzáférés a nem visszaállítható eszközazonosítókhoz - Lebegő beállításokpanel, amely lehetővé teszi a rendszerbeállítások módosítását közvetlenül az alkalmazásokból - Az AV1 videókodek, a HDR10+ videóformátum és az Opus audiókonténer támogatása - Jobb támogatás az alkalmazáson belüli biometrikus hitelesítéshez - A MAC-cím véletlenszerű kiosztása ismeretlen WiFi-hálózatokra való csatlakozáskor. A korábbi Android-verziókkal ellentétben a véletlenszerűen generált cím a csatlakozás után is megmarad - Új API a mikrofon irányának kiválasztásához - A Facebook Messenger „chat-fejeihez” hasonló „buborékok” - Az alkalmazások nem kapcsolhatják ki vagy be a WiFit - Az aktuálisan csatlakozott WiFi-hálózat megosztása QR-kódok segítségével („Wi-Fi Easy Connect”) - Az ANGLE absztrakciós réteg támogatása - Külsős fejlesztésű értesítéskezelők támogatása - A TLS 1.3 titkosítási és a WPA3 biztonsági protokollok támogatása - Natív MIDI API - Képernyővideó-rögzítő - A hajlítható kijelzős készülékek támogatása - Dinamikus mélységformátum, mellyel például utólagosan is megváltoztatható a fényképek hátterének elmosódása - APEX rendszerprogramkönyvtár-csomagok támogatása - Eltávolították az Android Beamet - Új, teljesen gesztusalapú vezérlés, amely mellett a klasszikus háromgombos, illetve a Pie-ban bevezetett kétgombos navigáció is választható - Dinamikus rendszerfrissítés: a felhasználók adatvesztés nélkül ideiglenesen egy másik Android-verzióba bootolhatnak - Az összes készüléken kötelező az adattikosítás - Rendszerszintű sötét téma - Az 5G támogatása - Új szülői felügyeleti opciók - A dupla SIM-kártyás készülékek másodlagos SIM-kártyáját letilthatják a mobilszolgáltatók a náluk vásárolt készülékeknél - Gyorsbeállítás-mozaik a különböző szenzorok, így többek között a barométer, a gyorsulásmérő, a Hall-effektus szenzor, a hőmérsékletmérő, a kamera, a közelségérzékelő, a lépésszámláló, a magnetométer, a nyomásmérő és az ujjlenyomat-olvasó egyidejűleg történő azonnali ki-bekapcsolásához - A Dual-SIM dual-standby (DSDS) támogatása - API a készülék hőmérsékletének méréséhez és szabályozásához - Átdolgozott megosztásrendszer - A Unicode 12.0-ban szabványosított 230 új emodzsi, illetve számos korábbi átdolgozása - Közvetlen Bluetooth-kapcsolat támogatása bizonyos hallókészülékekhez |                            |

| Android 11 (30. API szint) | Android 11 (30. API szint) | Android 11 (30. API szint) | Android 11 (30. API szint) |
| Verziószám                 | Kiadás dátuma              | Újdonságok |                            |
| -------------------------- | -------------------------- | --- | -------------------------- |
| 11                         | 2020. szeptember 8.        | - Chat buborékok - Értesítési előzmények - Képernyőfelvevő - Egyszeri engedélyek - Vezeték nélküli Android Auto - Megújult kikapcsoló képernyő |                            |